# Награды Второй мировой войны
Награды Второй мировой войны — награды, вручаемые за участие в военных операциях Второй мировой войны и за особые достижения на фронте и в тылу.

## Антигитлеровская коалиция

### Советский Союз

#### Ордена
- Орден «Победа»;
- Орден Ленина;
- Орден Красного Знамени;
- Орден Суворова;
- Орден Кутузова;
- Орден Ушакова;
- Орден Нахимова;
- Орден Славы;
- Орден Александра Невского;
- Орден Богдана Хмельницкого;
- Орден Отечественной войны;
- Орден Красной Звезды;

#### Медали
- медаль «Золотая Звезда»;
- Медаль «За отвагу»;
- Медаль «За победу над Германией в Великой Отечественной войне 1941-1945 гг.»;
- Медаль «За взятие Берлина»;
- Медаль «За оборону Кавказа»;
- Медаль «Партизану Отечественной войны»;
- Медаль «За освобождение Варшавы»;
- Медаль «За боевые заслуги»;
- Медаль «За оборону Советского Заполярья»;
- Медаль «За взятие Будапешта»;
- Медаль «За оборону Киева»;
- Медаль «За оборону Ленинграда»;
- Медаль «За освобождение Праги»;
- Медаль «За оборону Одессы»;
- Медаль «За освобождение Белграда»;
- Медаль «За взятие Кенигсберга»;
- Медаль «За оборону Москвы»;
- Медаль «За оборону Сталинграда»;
- Медаль «За взятие Вены»;
- Медаль «За оборону Севастополя»;
- Медаль «За доблестный труд в Великой Отечественной войне 1941-1945 гг.»;

### Соединённые Штаты Америки
- Медаль почёта (Medal of Honor);
- Крест «За выдающиеся заслуги» (Distinguished Service Cross, DSC);
- Крест Военно-морских сил (Navy Cross, NX);
- Медаль Армии «За выдающуюся службу» (Army Distinguished Service Medal, DSM);
- Медаль ВМС «За выдающуюся службу» (Navy Distinguished Service Medal);
- Серебряная звезда (Silver Star);
- Крест лётных заслуг (США) (Distinguished Flying Cross, DFC);
- Солдатская медаль (США) (Soldier's Medal);
- Бронзовая звезда (Bronze Star);
- Пурпурное сердце (Purple Heart, PH);
- Воздушная медаль (Air Medal);
- Медаль «За Американскую кампанию» (American Campaign Medal);
- Медаль «За Азиатско-тихоокеанскую кампанию» (Asiatic-Pacific Campaign Medal);
- Медаль «За Европейско-африканско-ближневосточную кампанию» (European-African-Middle Eastern Campaign Medal);
- Медаль Победы во Второй мировой войне (World War II Victory Medal);

### Великобритания
- Крест Виктории (Victoria Cross);
- Крест ВВС (Air Force Cross);
- Орден Бани (Order of the Bath);
- Орден Британской империи (Order of the British Empire);
- Крест «За выдающиеся летные заслуги» (Distinguished Flying Cross);
- War Medal;
- Defense Medal;
- British campaign medal;
- Африканская звезда (Africa Star);
- Pacific Star;
- Атлантическая звезда (Atlantic Star);
- Бирманская звезда (Burma Star);
- Italy Star;
- France and Germany Star;
- Aircrew Star;
- Звезда 1939—1945 (1939—1945 Star);

### Франция и Бельгия
- Военный крест

### Польша
- Орден «За воинскую доблесть»
- Орден «Крест Грюнвальда»
- Крест Храбрых
- Партизанский крест
- и иные. Подробнее наградную систему Польши периода Второй мировой войны (1939—1945) см. здесь.

### Югославия
- Орден Народного Героя
- Орден Национального освобождения
- Орден «За храбрость»
- Орден Партизанской звезды
- Орден Братства и единства
- The Medal of Bravery (Yugoslavia)

## Страны фашистского блока

### Германия
- Железный крест (Eisernes Kreuz);
- Крест «За военные заслуги»
- Ордена Третьего рейха для восточных народов
- Медаль «За зимнюю кампанию на Востоке 1941/42»

### Финляндия
- Орден Креста Свободы
  - Крест Маннергейма (вручался в 1941—1945)
- Орден Белой Розы
- Орден Льва Финляндии